# Arroyomolinos (Cáceres)
Pour les articles homonymes, voir Arroyomolinos.
Arroyomolinos est une commune de la province de Cáceres dans la communauté autonome d'Estrémadure en Espagne.